# Aureliano Pinto Barbosa
Aureliano Pinto Barbosa (Itaqui, 5 de novembro de 1858 — Itaqui, 31 de maio de 1914) foi um político brasileiro.
Foi eleito  deputado estadual, à 21ª Legislatura da Assembleia Legislativa do Rio Grande do Sul, de 1891 a 1893. Foi também deputado federal por 3 mandatos, Intendente e vice intendente de Itaqui.